# 三郷市立瑞木小学校
三郷市立瑞木小学校（みさとしりつ みずきしょうがっこう）は、埼玉県三郷市さつき平1丁目にある公立小学校。

## 沿革
- 1991年（平成3年）4月1日 - 三郷市立さつき小学校として開校。
- 1992年（平成4年）
  - 2月12日 - 築山完成。
  - 6月25日 - 投擲（とうてき）板完成。
- 1993年（平成5年）
  - 3月12日 - 運動場南側防球ネット完成。
  - 3月31日 - 音楽室防音壁完成。
- 1994年（平成6年）
  - 1月25日 - 運動場東側及び西側防球ネット完成。
  - 12月9日 - 築山植樹完成。
- 1999年（平成11年）
  - 5月30日 - 自然観察路完成。
  - 8月19日 - ランチルーム完成。
  - 10月1日 - パソコン室完成（インターネット接続）。
- 2000年（平成12年）3月21日 - ふれあいの小路完成（卒業記念植栽）。
- 2001年（平成13年）2月23日 - 卒業記念植栽完成。
- 2004年（平成16年）12月15日 - 新学校名を三郷市立瑞木小学校とする事を決定。
- 2005年（平成17年）
  - 1月11日 - 新学校校章決定。
  - 2月25日 - 新学校校歌完成。
  - 3月26日 - 校名プレート設置。
  - 3月31日 - 築山（さつき山）改修工事完了。
  - 4月1日 - 三郷市立瑞沼小学校を統合、三郷市立瑞木小学校と改称し、開校。
  - 4月6日 - 児童数328名（男子166名・女子162名）・ 11学級でスタート。
  - 4月8日 - 開校式及び第1回入学式を挙行。
  - 5月2日 - 校旗完成。
- 2014年（平成26年）4月1日 - 創立10周年。
- 2020年（令和2年） - 地震での倒壊防止の為、投擲（とうてき）板撤去。

## 学区
- さつき平1丁目全域、さつき平2丁目の一部、みさと団地1街区全域、みさと団地2街区全域、仁蔵の一部、上彦名の一部、大広戸の一部、南蓮沼の一部、駒形の一部、下彦川戸の一部、新三郷ららシティ1丁目全域[1][2]。

## 周辺
- 三郷市立瑞穂中学校 - 公立中学校に進学する場合の進学先中学校。
- ふれあい公園
- のぞみ公園

## アクセス
- 東武バス「三08」・「三08-1」・「三82」[3]の各系統で、「瑞木小学校前」バス停下車（駅から7分・駅まで11分）。
- マイスカイ交通「M-08」「瑞木小学校入口」バス停（下車2分・駅から5分、東武バスのバス停と、123m程離れている）。
- JR武蔵野線新三郷駅から、
  - 上述の東武バス停に乗車し、「瑞木小学校前」バス停下車。
  - 徒歩で、約1.5km・約23分（最短ルート移動した場合）。